# Ca la Florentina
Ca la Florentina va ser una botiga de comestibles a la ciutat de Solsona, al carrer de Sant Cristòfol, tot just davant l'edifici protegit de ca l'Adroguer Nou. Va romandre oberta fins a l'any 1972. Va ser una botiga de queviures amb molt de renom, en part per la seva proximitat a la Plaça Major on els dies de mercat s'hi posaven els comerciants.